# ژانگ لو
ژانگ لو (انگلیسی: Zhang Lü؛ زادهٔ ۳۰ مهٔ ۱۹۶۲) فیلم‌نامه‌نویس، کارگردان فیلم، و تهیه‌کننده فیلم اهل چین است.